# Ernst Christian Specht
Ernst Christian Specht (* 1739; † 1803 in Gotha) war ein deutscher Maler, Silhouettenschneider und Entomologe.
Specht war hauptsächlich Porträtist und als solcher wohl ab 1771 Hofmaler in Gotha. Specht porträtierte nicht nur Fürsten wie z. B. die Prinzessin Catharina Charlotte Friederike Albertine von Schwarzburg-Sondershausen, ja sogar den Kaiser Joseph II. von Österreich oder Prinz August von Sachsen-Gotha-Altenburg und Adlige, sondern auch Gelehrte und wie im Falle von Johann Friedrich Kästner in Weimar auch einen Pagenhofmeister. Specht malte auch dessen Leipziger Namensvetter Abraham Gotthelf Kästner. Der vermutlich bekannteste Gelehrte war Georg Christoph Lichtenberg. Im Jahr 1777 publizierte er seine Erfindung, oder zumindest Neuerung, für die Herstellung von Silhouetten, die man als ein Vorläufer der Fotografie bezeichnen kann. Diese Glasapparatur war bei Tageslicht einsetzbar. Dabei nutzte er ein System von Spiegeln, um die Größe des Abbildes zu verändern. Die Erfindung bedeutete wohl ein lukratives Geschäft, weil er die Silhouetten auf Papier relativ preiswert anbieten konnte. Einige der von ihm geschaffenen Porträts wurden auch gestochen.